# Elizabeth Gilbert
Elizabeth Gilbert, född 18 juli 1969 i Waterbury, Connecticut, är en amerikansk författare. Hon är främst känd för sina memoarer Lyckan, kärleken och meningen med livet, som blivit film med samma namn, med Julia Roberts i rollen som Gilbert.

## Barndom
Gilbert föddes i Waterbury, Connecticut. Hennes far var kemiingenjör och hennes mor sjuksköterska. Släkten Gilbert är av svensk härkomst. Tillsammans med sin syster, författaren Catherine Gilbert Murdock, växte Gilbert upp på familjens julgransfarm i Litchfield, Connecticut. Familjen hade ingen tv och Gilbert och hennes syster underhöll sig själva med att skriva böcker och  pjäser.

## Studier och tidigt yrkesliv
1991 tog Gilbert en kandidatexamen i statsvetenskap vid New York University. Därefter arbetade hon bland annat som kock, bartender, servitris och som journalist..

## Karriär
1997 publicerade GQ artikeln The Muse of the Coyote Ugly Saloon, en självbiografisk berättelse om Gilberts tid som bartender på baren Coyote Ugly i East Village, New York. Artikeln utmynnade senare i filmen Coyote Ugly (2000). Hon omarbetade själv en annan artikel hon skrivit för GQ, The Last American Man, till en biografisk bok med samma titel (2002).
Gilberts första bok, Pilgrims (1997), är en novellsamling som bland annat vann Pushart Prize och nominerades till PEN/Hemingway Award. Debuten följdes upp med romanen Stern Men (2000), som New York Times lyfte fram som en bok att lägga märke till. 2002 nominerades boken The Last American Man till National Book Award.
Gilbert fick sitt publika genombrott 2006 med den självbiografiska boken Lyckan, kärleken och meningen med livet. Boken är en redogörelse för hennes personliga och spirituella resor till Italien, Indien och Indonesien. Filmrättigheterna köptes av Columbia Pictures och filmen släpptes i augusti 2010 med Julia Roberts i huvudrollen.  Uppföljaren I nöd och lust publicerades 2010.
Efter att ha ägnat sig åt självbiografiskt skrivande återvände Gilbert 2013 till romanformen med boken Alma Whittakers betydelsefulla upptäckter. Romanen följer den självlärda botanisten Alma Whittakers levnadsöde under 1800-talets första hälft.
2009 gav Gilbert ett uppmärksammat TED-Talk om kreativitet. Detta blev grunden för boken Stor magi, som publicerades 2015 och handlar om kreativt skapande i ett vidare perspektiv. Gilbert fokuserar i boken på att inspirera andra att tänka och leva mer kreativt.

## Privatliv
1994 gifte sig Gilbert med Michael Cooper, som hon träffade när hon arbetade på The Coyote Ugly Saloon. Paret skilde sig 2002. 2007 gifte sig Gilbert med José Nunes som hon träffat på Bali under de resor som hon skrev om i Lyckan, kärleken och meningen med livet. Paret bosatte sig i Frenchtown, New Jersey. Under flera år drev de butiken Two Buttons, som specialiserade sig på asiatiska importföremål. Butiken såldes 2015.
2015 deltog Gilbert och flera andra författare, bland andra Cheryl Strayed, i en välgörenhetskampanj till förmån för syriska flyktingar. Kampanjen samlade in över en miljon dollar på 31 timmar.
Den 1 juli 2016 meddelade Gilbert på sin Facebook-sida att hon och hennes man, Jose Nunes skulle skiljas. Den 7 september samma år publicerade Gilbert ännu ett inlägg på sin Facebook-sida där hon berättade att hon inlett ett förhållande med sin bästa vän, musikern och författaren Rayya Elias och att det var orsaken bakom hennes skilsmässa. Elias led av obotlig cancer, men paret höll ihop till hennes död.

### Romaner
- Stern Men (2000)
- The Signature of All Things (2013) (Alma Whittakers betydelsefulla upptäckter, översättning, Lena Torndahl, 2015.)
- City of Girls (2019) (Kvinnornas stad, översättning,  Andreas Vesterlund, 2019.)

### Novellsamlingar
- Pilgrims (1997)

### Biografier
- The Last American Man (2002)

### Memoarer
- Eat, Pray, Love: One Woman's Search for Everything Across Italy, India and Indonesia (2006) (Lyckan, kärleken och meningen med livet, översättning Carla Wiberg, Bonnier, 2007.)
- Committed: A Skeptic Makes Peace with Marriage (2010) (I nöd och lust: en tvivlare försonas med äktenskapet, översättning Carla Wiberg, Bonnier 2010.)
- Big Magic: Creative Living Beyond Fear (2015) (Stor magi - Leva kreativt utan rädsla, översättning Carla Wiberg, Massolit, 2016)

### Medverkar
- The KGB Bar Reader: Buckle Bunnies (1998)
- Why I Write: Thoughts on the Craft of Fiction (1999)
- A Writer's Workbook: Daily Exercises for the Writing Life (förord) (2000)
- The Best American Magazine Writing 2001: The Ghost (2001)
- The Best American Magazine Writing 2003: Lucky Jim (2003)
- At Home on the Range av Margaret Yardley Potter (2012) (förord)
- Harley Loco: A Memoir of Hard Living, Hair and Post-Punk, from the Middle East to the Lower East Side av Rayya Elias (2014) (förord)